# Hoya, Nienburg
Hoya (phát âm tiếng Đức: [ˈhoːja]) là một thị xã ở huyện Nienburg, trong bang Niedersachsen, nước Đức. Đô thị Hoya, Nienburg có diện tích 8,5 km². Đô thị này nằm bên hai bờ sông Weser, cự ly khoảng 20 km về phía bắc của Nienburg, và 15 km về phía tây nam của Verden.
Hoya là thủ phủ của Samtgemeinde ("đô thị tập thể") Grafschaft Hoya.